# Cisano sul Neva
Cisano sul Neva (ligur nyelven Cixan) település Olaszországban, Liguria régióban, Savona megyében. Lakosainak száma 2145 fő (2023. január 1.). Cisano sul Neva Albenga, Arnasco, Balestrino, Ceriale és Zuccarello községekkel határos.

## Népesség
A település lakossága az elmúlt években az alábbi módon változott:
| Lakosok száma | 2094 | 2085 | 2145 |
|               | 2017 | 2018 | 2023 |